# Cercle de Youwarou
Le cercle de Youwarou est une circonscription administrative du Mali dans la région de Mopti.

## Subdivisions
Il compte 7 communes : Bembéré Tama, Déboye, Dirma, Dongo, Farimaké, N'Dodjigu et Youwarou.
Depuis 2023, le cercle codé en 0504 est divisé en 6 arrondissements, 7 communes et 179 villages, fractions, quartiers : VFQ.
| Code   | Arrondissement                     |
| ------ | ---------------------------------- |
| 050401 | Arrondissement central de Youwarou |
| 050402 | Arrondissement de Gathi-Loumo      |
| 050403 | Arrondissement de Guidio-Saré      |
| 050404 | Arrondissement de Sah              |
| 050405 | Arrondissement de Ambiri           |
| 050506 | Arrondissement de Dogo             |

| Code     | Commune      | Chef-lieu    | VFQ |
| -------- | ------------ | ------------ | --- |
| 05040101 | Youwarou     | Youwarou     | 22  |
| 05040201 | Farimaké     | Gathi-Loumo  | 34  |
| 05040301 | Déboye       | Guidio-Saré  | 25  |
| 05040401 | N'Dodjiga    | Sah          | 51  |
| 05040501 | Dongo        | Kormou-Marka | 13  |
| 05040502 | Dirma        | Ambiri       | 24  |
| 05040601 | Bembéré Tama | Dogo         | 10  |